# Жулиу-Престис (станция)
Станция Жулиу-Престис (порт. Estação Júlio Prestes) — историческая железнодорожная станция в городе Сан-Паулу, Бразилия.
Станция была открыта 10 июля 1875 года в период строительства железной дороги Сорокабана и была названа «станция Сан-Паулу». Станция была расположена неподалёку от станции Луз, через обе станции осуществлялись перевозки кофе по железной дороге Сан-Паулу, единственному пути, соединявшему город с портовым городом Сантус.
Поскольку часто возникала необходимость увеличения размеров станции, было построено её современное здание, спроектированное Кристиану Стоклером да Невисом в 1925 году в стиле Людовика XVI. Строительство было завершено в 1938 году, когда в городе уже действовали автобусные маршруты, что быстро уменьшило значение станции и железных дорог в целом. В 40-х годах XX века станция была переименована по имени бывшего президента штата Сан-Паулу Жулиу Престиса.
С тех пор станция была практически заброшена. Однако в 1990-е годы губернатор штата Мариу Ковас решил отреставрировать станцию, что и было сделано. Часть станции была переделана в культурный центр, в котором открылся концертный зал, Зал Сан-Паулу. Остальная часть станции сейчас обслуживает линию 8 пригородных поездов CPTM.